# Zrinka Jelaska
Zrinka Jelaska (Zagreb, 1957.), redoviti profesor. Hrvatska je kroatistica i jezikoslovka.

## Životopis

### Mladost i obrazovanje
Kći je hrvatskog akademika i jezikoslovca Stjepana Babića. Rođena je u Zagrebu, gdje je završila osnovnu školu (jedno polugodište u Kölnu) te gimnaziju. Na Filozofskom fakultetu u Zagrebu diplomirala je hrvatski jezik i književnost i fonetiku (1979.). Magistrirala je iz područja fonetike (1984.), a doktorirala iz područja filologije (1997.), polje jezikoslovlje. U Sjedinjenim Američkim Državama pohađala je jezikoslovna predavanja na četiri sveučilišta (Connecticut, MIT, Michigan i Stanford).

### Znanstveni i nastavni rad
Dvije godine radila je kao srednjoškolski nastavnik. Od 1983. radi na Filozofskom fakultetu u Zagrebu; najprije kao asistent pripravnik na Odsjeku za fonetiku, pa znanstveni asistent na istraživačkim projektima Centra za strane jezike i probleme govora, a od 1990. stalno je zaposlena na Odsjeku za kroatistiku, na Katedri za hrvatski standardni jezik.
Na Filozofskome fakultetu Sveučilišta u Zagrebu držala je obavezne seminare iz Hrvatskoga standardnoga jezika (iz fonetike, fonologije, morfologije, sintakse i semantike hrvatskoga jezika), iz Uvoda u lingvistiku i iz Teorije jezika te izbornu nastavu na vlastitim kolegijima (Poredbena fonetika i fonologija, Hrvatski kao strani jezik, Morfologija hrvatskoga kao stranoga jezika, Uvod u hrvatski kao drugi i strani jezik, Hrvatski kao materinski i drugi jezik, Uvod u materinski i inojezični hrvatski, Procjenjivanje znanja hrvatskoga jezika.)
Diplomsku je nastavu održavala i na nekoliko drugih fakulteta Sveučilišta u Zagrebu: na Odsjeku za novinarstvo Fakulteta političkih znanosti (Kultura govora, Uvod u opće i hrvatsko jezikoslovlje), na Odsjeku za logopediju Fakulteta za defektologiju (Osnove fonetike i jezična struktura), na Dramskom odsjeku Akademije za kazalište, film i televiziju (Fonetika) i na Hrvatskim studijima. Na Sveučilišnoj školi hrvatskoga jezika i kulture predavala je hrvatski kao strani jezik (od početne do napredne razine) te hrvatsku gramatiku na engleskome. Godinu dana predavala je kao gostujući profesor i na Sveučilištu u Zadru (Hrvatski jezik I, II i Norme hrvatskoga jezika I, II).
Dvije godine predavala je hrvatski jezik u SAD-u kao Fulbrightov lektor, na Sveučilištu Connecticut i Sveučilištu Michigan. Dvije je godine predavala hrvatski jezik u Njemačkoj, kao gostujući predavač na Slavističkome institutu Sveučilišta u Kölnu, uključujući četiri vlastita semantička kolegija (Hrvatski jezik između gramatike i svijeta, Semantika hrvatskih glagola, Značenjski odnosi hrvatskih riječi, Semantički aspekti hrvatskih riječi) te hrvatsku kulturu i civilizaciju. Gostovala je i na Sveučilištu u Mostaru (Hrvatski standardni jezik, Fonetika i fonologija, Leksikologija).
Poslijediplomsku nastavu održava i na nekoliko poslijediplomskih i doktorskih studija Sveučilišta u Zagrebu: kroatistici (Fonologija, Uvod u semantiku), jezikoslovlju (Uvod u morfologiju hrvatskoga kao stranoga jezika, Fonologija i kroatistički seminari) i glotodidaktici (Istraživanja primanja i proizvodnje stranoga jezika) Filozofskog fakulteta te na interdisciplinarnom studiju jezične komunikacije i kognitivne neuroznanosti (Temelji lingvistike, Drugi jezik).
U inozemstvu je držala kolegije na poslijediplomskom studiju Odsjeka za slavistiku Sveučilišta Michigan (Directed reading in SC literature) u Ann Arboru te na Odsjeku za kroatistiku Sveučilišta u Mostaru (Fonetika i fonologija).
Članica je uredništva časopisa Suvremena lingvistika od 1991., a od 2005. glavna urednica časopisa LAHOR: časopis za hrvatski kao materinski, drugi i strani jezik. Voditeljica je Sveučilišne škole hrvatskoga jezika i kulture Sveučilišta u Zagrebu od 1993. Članica je Hrvatskoga filološkog društva, a četiri je godine bila njegovom predsjednicom.

## Djela
- Generativni opis konjugacijskih oblika, HFD, Zagreb, 1991.
- Fonološki opisi hrvatskoga jezika: glasovi, slogovi, naglasci, Hrvatska sveučilišna naklada, Zagreb, 2004.
- Hrvatski kao drugi i strani jezik, sa suradnicima, Zagreb, Hrvatska sveučilišna naklada, 2005.
- Fonetika i fonologija hrvatskoga jezika, udžbenik, Zagreb, Školska knjiga, 1995.
- Fonetika i fonologija hrvatskoga jezika, vježbenica, Zagreb, Školska knjiga, 1995.
- Zaviri – Mali hrvatski zavičajni rječnik s igrama i zadatcima, s M. Kovačević, Zagreb, Alfa, 2004.
- Hrvatski biblijski prijevodi i inačice – od autora do izdanja u: Tragovi tradicije, znakovi kulture. Zbornik u čast Stipi Botici (str. 385-413), zbornik radova, Zagreb, Hrvatska sveučilišna naklada, Hrvatsko filološko društvo, Matica hrvatska, 2018.

## Vanjske poveznice
Mrežna mjesta
- Zrinka Jelaska  Arhivirana inačica izvorne stranice od 12. listopada 2016. (Wayback Machine), Tko je tko u hrvatskoj znanosti